# Chris Dafeff
Chris(toff) Dafeff (eigentlich Christo Antonoff; * 7. Dezember 1894 in Radoviš; † 1984) war ein kanadischer Geiger, Chorleiter und Musikpädagoge mazedonischer Herkunft.

## Leben
Der Sohn eines Metzgers erlernte als Kind autodidaktisch das Spiel verschiedener Musikinstrumente (Flöte, Mandoline, Geige). Wegen der drohenden Einziehung zur türkischen Armee flüchtete er 1912 nach Kanada. Dort arbeitete er u. a. in einer Bürstenfabrik, einer Blechfabrik, einer Wurstfabrik und im Straßenbau. In seiner Freizeit trat er als Geiger auf.
1918 beteiligte er sich am Aufbau einer mazedonischen Bildungsclubs, wo er einen Chor aufbaute und leitete, mit dem er bald auch vor anderen Immigrantengruppen (u. a. Ukrainern) auftrat. Er begann Privatstunden zu geben und nahm Unterricht in Sprecherziehung und Dirigieren. 1922 holte ihn die ukrainische Immigrantengemeinschaft als Musiklehrer nach West Toronto. Unter schwierigsten Bedingungen baute er hier ein Kinderorchester und einen Chor auf, mit dem er eine erfolgreiche Tournee durch die Städte Ontarios unternahm.
Er unterrichtete in der Folgezeit verschiedene ukrainische, russische, jüdische und tschechoslowakische Chör und Orchester und gab Konzerte vor polnischen und mazedonischen Immigranten. Außerdem studierte er am Canadian College of Music. 1940 akzeptierte Ernest MacMillan seine Bewerbung als Lehrer an das Royal Conservatory of Music. Dort waren u. a. Steven Staryk, Joseph Pach und Ivan Romanoff seine Schüler. Er selbst gab mit großem Erfolg ein Konzert in der größten Halle Kanadas, den Maple Leaf Gardens.